# Залізничний перетин (Київ)
Залізни́чний пере́тин, також Пере́тин — назва місцевості в Києві на перетині старого і нового Житомирського шляху — нині Берестейського проспекту з вулицями Дегтярівською і Миколи Василенка, а також залізничної колії Північного кільця.

## Історія
26 листопада 1943 року було відновлено трамвайну лінію по Брест-Литовському шосе (нині Берестейський проспект) саме до Залізничного перетину де розташовувлось однойменне розворотне коло трамваю. Проте рух трамваю № 6 за маршрутом «площа Перемоги (нині Галицька площа) — Залізничний перетин» розпочався лише 9 липня 1944 року.
13 січня 1950 року тролейбусні маршрути № 5 і № 7, що курсували Брест-Литовським шосе, подовжили до Залізничного перетину. Саме там розташовувалася кінцева зупинка тролейбуса, що мала однойменну назву «Залізничний перетин».
У 1964 році тут було споруджено 420-метровий Берестейський шляхопровід, а в 1971 році відкрито станцію метро «Жовтнева» (нині «Берестейська»).